# Maison Topalović
La maison Topalović (en serbe cyrillique : Топаловићева кућа ; en serbe latin : Topalovićeva kuća) est située à Grocka, en Serbie, dans la municipalité de Grocka et sur le territoire de la ville de Belgrade. Construite au milieu des années 1800, elle est inscrite sur la liste des monuments culturels protégés de la république de Serbie et sur la liste des biens culturels de la ville de Belgrade.

## Présentation
La maison Topalović, située 30 rue Hajduk Stanka à Grocka, a été construite au milieu des années 1800 pour une famille de fermiers ; elle est caractéristique du style des maisons traditionnelles de la Morava dans sa variante « danubienne ».
La maison dispose de cinq pièces, dont trois sont dotées de cheminées. Elle possède un porche orné d'arcades. Elle est constituée d'une structure en bois remplie avec de la brique crue ; le toit à deux pans est recouvert de tuiles.